# Universidad de Artemisa
La Universidad de Artemisa "Julio Díaz González" (UA) es una universidad pública ubicada en Artemisa, Cuba. Fue fundada el 13 de noviembre de 2012 y es una Universidad de nuevo tipo, que surge a partir de un proyecto de unificación del Ministerio de Educación Superior (MES) en el cual se unificaron la Facultad Regional de la UCI “Mártires de Artemisa”, que anteriormente pertenecía al MIC, la Universidad Pedagógica “Rubén Martínez Villena” que pertenecía al MINED, y los Centros Universitarios Municipales (CUM) que pertenecían al MES. Todos estos centros fusionados dieron lugar al surgimiento de la Universidad de Artemisa perteneciente al MES y está compuesta por cuatro facultades. 
Cuenta con dos campus universitarios, una Sede en la demarcación Lincoln (Sede Fundacional) y otra más próxima a la ciudad (Ciudad Universitaria), ambas en la capital de la provincia.

## Pregrado
Nuestras actividades de pregrado se especializan en una serie de carreras repartidas en cuatro facultades, las mismas son impartidas en diferentes cursos, ya sea, el curso regular diurno o el curso por encuentros, estos últimos se imparten en las cabeceras de los municipios que conforma la provincia, dichas facultades son:

## Facultades
La UA posee cuatro facultades: 
- Facultad de Ciencias de la Educación - Decana: Dr.C. Tania Torres Núñez, es graduada de Doctora en Ciencias Pedagógicas.

- Facultad de Ciencias Sociales y Humanísticas - Decano: Ms.C. Yuliesky Amador Echevarria, es graduado de Licenciado en Derecho con una Maestría en Derecho Cnstitucional y Administrativo.

- Facultad de Ciencias Agropoecuarias, Técnicas y Empresariales - Decano: Dr.C. Josbel Gómez Torres, es graduado de Licenciado en Geografía, con una Maestría en Ciencias de la Educación y Doctor en Ciencias Pedagógicas.

- Facultad de Cultura Física - Decano: Ms.C. Diosmel Antúnez Brown, es graduado de Cultura Física.

Además, posee 10 Centros Universitarios luego que en el año 2023 desapareciera en su estructura el que se encontraba localizado en la ciudad capital y está vinculada al Jardín botánico Orquideario Soroa, dirigido este último por el Ms.C. José Lázaro Bocourt.

## Premios
La Universidad ha recibido importantes premios relacionados con la investigación, dichos premios son el resultado del esfuerzo por parte de nuestros docentes en dicha área. Aunque en sus primeros 10 años de creada no fue significativa su relevancia, a partir del segundo semestre del año 2023 y debido a un cambio en su estructura de dirección, la Institución tuvo un despegue científico acelerado en varias de sus áreas. Estos son los más importantes a destacar recibidos recientemente.

### Premios y reconocimientos a la investigación
Uno de los resultados defendidos: “Modelo pedagógico para la superación profesional técnica de los profesores de la rama eléctrica en el contexto de la entidad laboral” fue considerado Mención en la categoría Mejor Tesis de Ciencias Pedagógicas por la comisión Nacional de Grados Científicos.
Además se alcanzaron 4 premios provinciales del CITMA; un Premio Territorial a la Innovación Tecnológica y tres a la Investigación Científica lo que representa el 100 y el 33,3% respectivamente de los premios otorgados. Además se logró que el 26,5% de los premios del Fórum de Ciencia y Técnica Provincial fueran resultados de la universidad de Artemisa.
Es importante destacar además, que hacia lo interno, existe un importante reconocimiento llamado Premio del Rector, que dentro de los rubros que se otorgan están aquellos que sobresalen en el área de la investigación.

## Publicaciones
La publicación de artículos, en revistas indexadas constituye un indicador que evalúa los resultados de las investigaciones en función de su pertinencia y rigor científico, la estadística demuestra una disminución con relación a lo informado el año anterior, lo que puede que no sea tal, sino que aumentó el rigor con que se revisa lo informado por las facultades y CUM. Según la información levantada, existe solo 1 publicación en Scopus (Grupo 1), 7 en revistas del grupo 2, 17 en los grupos 3 y 4 para un total de 25 artículos, en cambio se garantizan los 30 artículos para la Revista Villena.
Con relación a esta publicación se logró completar su cuarto número, el tercero del año 2016 y se resolvieron los problemas de visibilidad nacional que tenía. Se trabaja aún para que tenga alcance internacional.
Es importante destacar que muchos de estos autores han publicado sus artículos en revistas destacadas como son Materials for Energy, Efficiency and Sustainability. Water Technologies Chapter 7. TechConnect Briefs 2016. pp. 217 – 219., Revista Ciencias Técnicas Agropecuarias/Grupo 2, Revista Digital Varona /2, Revista DELOS: Desarrollo Local Sostenible ISSN: 1988-5245/ Grupo 3, Revista Atlante: Cuadernos de Educación y Desarrollo/Grupo 3, Revista Latinoamericana de Recursos Naturales/Grupo 3, Revista IPLAC/3 y Revista Órbita Científica /3, entre otras.
Un aspecto positivo a resaltar es que se ha logrado incrementar el porcentaje de árbitros externos (46%) por encima de los estándares requeridos por las bases de datos internacionales (40%). Además, predominan entre estos revisores los Doctores en Ciencias, como requisito importante para garantizar la calidad en el proceso de arbitraje. Además se continúa trabajando para lograr la certificación por el CITMA finalizando 2017.

## Cátedras Honoríficas
La Universidad de Artemisa cuenta con 9 Cátedras Honoríficas que en la Educación Superior tienen el encargo social de dar respuesta a necesidades educativas tales como el desarrollo del componente investigativo en los estudiantes, los profesores y miembros de la comunidad insertados; el estudio del pensamiento, la vida y la obra de figuras paradigmáticas de nuestra historia con el fin de contribuir a la formación de una cultura política acorde a los principios de nuestra Revolución; promover el acercamiento científico a través de consultas bibliográficas, visitas a museos y lugares históricos, así como la búsqueda de testimonios y huellas en cada territorio de la epopeya de grandes acciones para el rescate de nuestra identidad.
A continuación, se relacionan las Cátedras Honoríficas con su presidente y el propósito de cada una de ellas:
```
   José Martí Pérez (Central)
   Presidente: Dr. Lázaro Toledo Álvarez
   Propósito: atiende la promoción y seguimiento de investigaciones, proyectos; los seminarios juveniles martianos, clubes, así como los trabajos científico-estudiantiles sobre la vida y obra del Héroe Nacional cubano. Mediante su accionar debe potenciar el estudio del Apóstol en la comunidad universitaria y en la sociedad, haciendo énfasis en los educadores, estudiantes. Contribuye, también, a elevar la calidad de la dirección del aprendizaje de los textos martianos que se estudian en cada nivel de enseñanza.
```

Historia de la FEU (Central)
```
   Presidente: Andry González Pacheco
   Propósito: promueve el estudio y la investigación de la historia de la organización, de sus principales dirigentes, así como su papel en la Cuba actual. Contribuye con el desarrollo del protagonismo estudiantil, y a la realización de acciones que tributen al fortalecimiento de la organización en todos sus niveles.
```

Género, familia y comunidad (Central) Este es el nombre oficial de la Cátedra de la Mujer.
```
   Presidente: M.Sc. Gloria Márquez Fernández
   Propósito: Tiene como misión aglutinar un potencial científico y académico que comparta el interés por el tema de la mujer y posibilite el desarrollo de esta temática entre docentes y se extienda a los estudiantes. Visibilizar el accionar de la mujer como agente de cambio en la enseñanza superior.
```

Camila Henríquez Ureña (Dpto. de Lenguas Extranjeras-Español-Literatura)
```
   Presidente: MSc. José Alberto López Díaz
   Propósito: promover el estudio de la lengua y de la literatura mediante la realización de cursos, talleres, diplomados, tertulias, conversatorios con personalidades y eventos científicos. Se dirige, además a divulgar y a profundizar en el conocimiento de la vida y obra de Camila Henríquez Ureña, así como de diversas personalidades que se han destacado en la lengua castellana.
```

Dulce María Escalona (Dpto. de Matemática-Física)
```
   Presidente: Lic. Olga M. González Lang
   Propósito: Posee la finalidad de intercambiar y sistematizar experiencias de avanzada y resultados de investigaciones para perfeccionar la Didáctica de la Matemática escolar, la Física y la Informática, y de conformar así las Didácticas para la Formación y Perfeccionamiento de los profesores de estas especialidades.
```

Pity Fajardo (Facultad de Cultura Física )
```
   Presidente: Lic. Zenia Rosa Reinoso
   Propósito: Tiene la responsabilidad de promover y desarrollar actividades; establecer relaciones con organizaciones, organismos, nacionales e internacionales, instituciones culturales, pedagógicas, científicas, para divulgar la vida y obra de personalidades deportivas. Fomentar el disfrute sano del tiempo libre y el amor la cultura física y el deporte.
```

Educación Ambiental (CUM Guanajay)
```
   Presidente: Dr. René Pablo Capotes López
   Propósito: proponen la creación de un espacio que posibilitara darle continuidad a los aspectos abordados en el curso pero con sentido local, que permitiera el mejoramiento del trabajo de preservación y cuidado de la cuenca hidrográfica Río Capellanía que atraviesa todo el municipio y que presentaba un alto deterioro y contaminación.
```

La Sancristobalidad (CUM San Cristóbal)
```
   Presidente: MSc Miriam Santos Castillo
   Propósito: Desarrollar diferentes eventos para la divulgación de la Historia Local y el reconocimiento a destacadas personalidades nacidas en San Cristóbal pero con un reconocido aval de trabajo a nivel nacional, provincial y local sobre todo en la cultura y el magisterio, así como en la elaboración de un programa de superación para profesores de Secundaria y preuniversitario, metodólogos y profesores del CUM del municipio para el desarrollo de un curso sobre la Historia de San Cristóbal.
```

Dr. Julio Fernández Bulté (Departamento de Ciencias Jurídicas)
```
   Presidente: 
MSc. Yuliesky Amador Echevarria

   Propósito: Estudiar, investigar y divulgar la vida y obra de este eminente jurista cubano con la participación de estudiantes, profesores y trabajadores. Incluye también el estudio de otras figuras relevantes en lo jurídico, así como procesos vinculados al Derecho.
```